# Сейсмічність Вануату
Вануату — острівна тихоокеанська держава в Меланезії з досить підвищеною сейсмічною активністю. На сучасному геологічному етапі формування нашої планети, активна тектонічна діяльність у земній корі цього регіону триває.

## Загальна характеристика
Острови Вануату лежать у межах Тихоокеанського вогняного кола, рівень сейсмічної активності в районі — досить високий. У цьому районі Тихого океану сильні землетруси в 6—8 балів (за шкалою Ріхтера) і більш слабкі поштовхи відбуваються досить часто. З точки зору геології острови Вануату — молоді, а їх формування відбулося в ході чотирьох основних етапів вулканічної активності. До виникнення землетрусів призводить наявність у цій місцевості трансформаційних розломів земної кори. На захід від островів також лежить океанічна западина завглибшки до 8000 м.

## Землетруси XXI століття

### 2010
- 22 липня, у Тихому океані біля узбережжя Вануату стався дуже сильний землетрус магнітудою[1] 6,2. За даними Геологічної служби США (USGS), його епіцентр лежав на відстані 285 км на північ від міста Порт-Віла, столиці Республіки Вануату. гіпоцентр землетрусу залягав на глибині 35,2 км[2].
- 25 грудня, в Тихому океані біля узбережжя Вануату стався дуже сильний землетрус магнітудою 7,6. Епіцентр землетрусу лежав більш ніж за 100 км від одного з островів Вануату. Згідно з повідомленням Тихоокеанського центру попередження цунамі (Pacific Tsunami Warning Centre), утворилася загроза цунамі безпосередньо для Вануату, а також Новій Каледонії, Фіджі та іншим островам у південній частині Тихого океану[3].

### 2011
- 17 березня, на островах Вануату стався дуже сильний землетрус магнітудою 6,5. За даними Геологічної служби США (USGS), епіцентр землетрусу лежав за 77 км на північний захід від міста Порт-Віла[4].

### 2012
- 1 лютого, на островах Вануату стався сильний землетрус магнітудою 5,2. За даними австралійської сейсмологічної служби, епіцентр поштовхів перебував за 117 км на північ від Луганвіля, головного міста острова Еспіріту-Санто на глибині 176 км. Підземні поштовхи відчувалися в радіусі 206 км[5].
- 3 лютого, в районі архіпелагу Вануату стався дуже сильний землетрус магнітудою 7,1. За даними геологічної служби США (USGS), підземні поштовхи виявили за 124 км на захід від столиці Порт-Віла, на глибині 23 км. Існувала загроза виникнення цунамі в радіусі 100 км від епіцентру[6].
- 22 грудня, о 09:28 (за місцевим часом), біля узбережжя острівної держави Вануату в Тихому океані стався дуже сильний землетрус магнітудою 6,8. За даними Геологічної служби США (USGS), осередок землетрусу залягав на глибині 207,9 км, епіцентр підземних поштовхів був на відстані 63 км на північний захід від міста Сола, адміністративного центру провінції Торба[7].

### 2013
- 28 лютого, біля узбережжя Вануату в Тихому океані стався дуже сильний землетрус магнітудою 6,1. За повідомленням Геологічної служби США (USGS), епіцентр підземних поштовхів лежав на відстані 103 км на захід від міста Порт-Віла на глибині 15 км[8].
- 11 серпня, в районі архіпелагу Вануату стався землетрус магнітудою 4,8. За повідомленням Геологічної служби США (USGS), епіцентр землетрусу лежав за 79 км на захід від міста Луганвілля, підземні поштовхи зафіксовано на глибині 115,1 км[9].

### 2017
- 11 грудня, поблизу тихоокеанського узбережжя держави Вануату, стався дуже сильний землетрус магнітудою 5,6. З посиланням на дані Геологічної служби США (USGS), осередок землетрусу залягав на глибині 187,3 км[10].

### 2018
- 13 липня, поблизу тихоокеанського узбережжя Вануату, стався дуже сильний землетрус магнітудою 6,4. З посиланням на дані Геологічної служби США (USGS), осередок землетрусу знаходився за 72 км на південний захід від населеного пункту Ісангел та залягав на глибині 169,2 км[11].

### 2023
- 8 січня, в районі архіпелагу Вануату стався дуже сильний землетрус магнітудою 7,2. За повідомленням видання Reuters, з посиланням на дані Геологічної служби США (USGS), землетрус стався за 40 км на захід від міста Порт-Олрі, епіцентр землетрусу — на глибині 10 км[12].
- 11 січня, об 10:39:54 (за київським часом), в районі островів Вануату стався дуже сильний землетрус. За повідомленням Головного центру спеціального контролю ДКАУ (ГЦСК ДКАУ), магнітуда землетрусу складала 5,7. Епіцентр землетрусу знаходився на глибині 18 км[13].
- 22 листопада, в південній частині Тихого океану, поблизу островів Вануату, стався дуже сильний землетрус магнітудою 7,0. За повідомленням видання Independent з посиланням на дані Геологічної служби США (USGS), землетрус виник на глибині 10 км[14]. Проте ГЦСК ДКАУ (Україна) оцінив силу цього землетрусу в 6,3 балів (за шкалою Ріхтера), який стався на глибині 33 км[15].
- 7 грудня, біля берегів Вануату стався дуже сильний землетрус магнітудою 6,9. За повідомленням Європейського середземноморського сейсмологічного центру (EMSC), епіцентр землетрусу знаходився за 338 км на північний схід від міста Нумеа на глибині 32 км. Було оголошено попередження про загрозу цунамі[16].
- 8 грудня, о 7:19 (за Грінвічем), згідно повідомленням агентства Сіньхуа, поблизу берегів островів Вануату, стався сильний землетрус магнітудою 5,8. Згідно даних німецького дослідницького центру наук про Землю, епіцентр землетрусу перебував на глибині 10 км[17].

### 2024
- 17 грудня, о 03:47:26 (за київським часом), в районі островів Вануату стався землетрус магнітудою 7,4 балів (за шкалою Ріхтера). За повідомленням ГЦСК ДКАУ, гіпоцентр землетрусу залягав на глибині 56 км[18].